# Tercera División de México 2019-20
La Temporada 2019-20 de la Tercera División de México, llamada oficialmente Liga TDP, fue el sexagésimo torneo de esta división. El 7 de abril de 2020 se suspendió el torneo regular como consecuencia de la Pandemia de enfermedad por coronavirus de 2020 en México, finalmente, el 22 de mayo se declaró por terminada la temporada sin disputarse la fase final, por lo que no hubo campeón ni ascensos a Liga Premier. Como compensación, se anunció que para la temporada 2020-21 se otorgarían cuatro ascensos a la categoría superior, dos a cada una de las ramas de esta categoría, además de utilizarse el mismo límite de año de nacimiento que en la temporada finalizada.

## Formato de competencia[4]
A partir de la temporada 2019-2020 la temporada regular se dividió en dos torneos llamados Apertura y Clausura, sin embargo, el sistema de liguilla se mantiene igual, celebrándose una sola fase por temporada, mientras que la puntuación general de los participantes se cuenta durante toda la temporada.
Los 189 equipos se dividen por zonas geográficas quedando 13 grupos; cada grupo hace un calendario de juegos entre todos a doble visita recíproca, por cada juego se otorgan 3 puntos al vencedor, un punto por empate, 0 puntos por derrota, en caso de igualada se otorga un punto extra que se define en series de penales que se adjudica el ganador. Sin embargo, el sistema de clasificación de la liga le otorga una primacía al porcentaje, el cual se obtiene dividiendo los puntos obtenidos entre los partidos disputados a lo largo de la temporada, de esta forma si un equipo tiene menos unidades pero un mejor cociente finaliza en una mejor posición en la tabla general.
Al finalizar la temporada 64 equipos clasifican a la fase final. En la primera fase, los 13 grupos de la división se dividen en dos zonas: ambas integradas por 32 clubes repartidos en los grupos 1 al 7 y 8 al 13 de acuerdo a su zona geográfica. Serán ordenados de acuerdo con su cociente en la temporada de mayor a menor. Posteriormente se jugarán rondas sucesivas: treintadosavos; dieciseisavos; octavos; cuartos de final; semifinales; y final por el derecho a ascenso.
En cuanto a equipos filiales, pueden disputar el título de filiales sin derecho de ascenso, a partir de la temporada 2018-2019 se clasifican 16 equipos la liguilla siendo ordenados de mayor a menor cociente jugando rondas de octavos, cuartos de final, semifinales y final.
En cuanto al descenso no existe, cada equipo si no paga sus cuotas puede salir de la división aun en plena temporada, antes de cada torneo los equipos deben pagar su admisión a la división la cantidad de $34,800 pesos; y cubrir los requisitos de registro de 30 elementos por equipo (cada elemento paga alrededor de $2,000 pesos), se incluyen entrenadores (que pagan por separado su afiliación ante la FMF), también se pagan los balones de juego marca Voit exclusivamente que la F.M.F suministra, el arbitraje cada juego se paga, pero el gasto que corre por cuenta del equipo local y derecho de juego; en cuanto a multas cada club paga desde no presentarse a tiempo al partido, insultar al arbitraje, problemas que genere la afición, por cada amonestación y expulsión de los jugadores, grescas entre jugadores etc.
Los equipos que clasifican a Liguilla por el título deben pagar cuotas extras. Si algún equipo decide cambiar de nombre y sede debe pagar cuotas que ello genere, más su admisión, es por esta razón que cada año hay nuevos equipos y otros que dejan de competir repentinamente. Si hay oportunidad, puede presentarse el ascenso desde la Cuarta división, pero el equipo debe pagar sus cuotas y cumplir con los requisitos establecidos.
La liga permite que las franquicias participantes puedan rentar su plaza a otros clubes, por lo que suele ser habitual que existan equipos que tienen un nombre conocido distinto al que están registrados ante la Federación Mexicana de Fútbol. En caso de que sea así, se anexa en la tabla de equipos participantes el nombre oficial de registro.

## Equipos participantes

### Ascensos y descensos
El equipo campeón del torneo tiene derecho a ascender a la Liga Premier de México, en donde será el organismo regulador de ese torneo el encargado de designar en cuál de las dos competiciones de la categoría participará el club. Anteriormente se otorgaban dos boletos de ascenso, el campeón ascendía a la Serie A y el subcampeón a la Serie B.
El descenso en la Tercera División no existe debido a que no hay categoría menor a esta en el sistema de ligas de la FMF. Por otro lado el descenso a la Tercera División está reservado para aquel club que culmine en la posición más baja de la tabla general al finalizar la temporada de la Serie B.
A continuación se muestran los ascensos y descensos de la temporada 2019/20 :
| Pos | a la Tercera División |
| --- | --------------------- |
| x   | No hubo descenso      |

| Pos | a la Serie B           |
| --- | ---------------------- |
| 2º  | Atlético San Francisco |
| 3º  | Aguacateros CDU        |

### Información sobre los equipos participantes
En total 189 clubes compiten en la temporada 2019-2020.
(*) Equipo filial de un conjunto de Liga MX, Ascenso MX o Liga Premier. En algunos casos puede ascender.

#### Grupo I
15 equipos de Tabasco, Campeche, Chiapas, Yucatán y Quintana Roo
| Equipo                  | Nombre registrado       | Ciudad                              | Estadio                          | Capacidad | Club de afiliación     |
| ----------------------- | ----------------------- | ----------------------------------- | -------------------------------- | --------- | ---------------------- |
| Atlante "B" (*)         | Atlante "B" (*)         | Cancún, Quintana Roo                | CEDAR Cancún                     | 1 000     | Atlante                |
| Campeche FC             | Campeche FC             | Campeche, Campeche                  | La Muralla de Kin-ha             | 500       | –                      |
| Cantera Venados         | Cantera Venados         | Mérida, Yucatán                     | Carlos Iturralde Rivero          | 15 087    | Venados F.C.           |
| Chocos de Tabasco       | Monarcas Zacapu         | Villahermosa, Tabasco               | Olímpico de Villahermosa         | 5 000     | –                      |
| CEFOR Mérida (*)        | CEFOR Mérida (*)        | Maxcanú, Yucatán                    | Las Tres Cruces                  | N/D       | –                      |
| Chetumal                | Chetumal                | Chetumal, Quintana Roo              | José López Portillo              | 6 600     | –                      |
| Corsarios               | Corsarios               | Campeche, Campeche                  | Universitario                    | 4 000     | –                      |
| Cozumel FC Tres Toños   | Cozumel FC Tres Toños   | San Miguel de Cozumel, Quintana Roo | Unidad Deportiva Bicentenario    | 2 000     | –                      |
| Delfines Márquez        | Delfines Márquez        | Campeche, Campeche                  | Francisco Márquez Segovia        | 500       | –                      |
| Deportiva Venados       | Deportiva Venados       | Tamanché, Yucatán                   | Alonso Diego Molina              | 500       | –                      |
| Felinos 48              | Felinos 48              | Reforma, Chiapas                    | Sergio Lira Gallardo             | 600       | –                      |
| Inter Playa "B" (*)     | Inter Playa "B" (*)     | Playa del Carmen, Quintana Roo      | Mario Villanueva Madrid          | 7 000     | Inter Playa del Carmen |
| Mur FC                  | Mur FC                  | Motul, Yucatán                      | Unidad Deportiva Carrillo Puerto | N/D       | –                      |
| Pejelagartos de Tabasco | Pejelagartos de Tabasco | Villahermosa, Tabasco               | Olímpico de Villahermosa         | 5 000     | –                      |
| Pioneros Junior (*)     | Pioneros Junior (*)     | Cancún, Quintana Roo                | Cancún 86                        | 6 390     | Pioneros de Cancún     |

#### Grupo II
18 equipos de Puebla y Veracruz
| Equipo                          | Nombre registrado               | Ciudad                         | Estadio                               | Capacidad | Club de afiliación    |
| ------------------------------- | ------------------------------- | ------------------------------ | ------------------------------------- | --------- | --------------------- |
| Albinegros "B" (*)              | Albinegros "B" (*)              | Orizaba, Veracruz              | UGM Nogales                           | 1 500     | Albinegros de Orizaba |
| Alpha                           | Alpha                           | Puebla, Puebla                 | Club Alpha 3                          | 600       | –                     |
| Atlético Boca del Río           | Atlético Boca del Río           | Boca del Río, Veracruz         | Unidad Deportiva Hugo Sánchez Márquez | 1500      | –                     |
| Cafetaleros de Córdoba          | Colegio Once México             | Córdoba, Veracruz              | Rafael Murillo Vidal                  | 3 800     | –                     |
| Delfines UGM                    | Delfines UGM                    | Nogales, Veracruz              | UGM Nogales                           | 1 500     | –                     |
| Fuertes de Fortín               | C. Santos Córdoba               | Fortín de las Flores, Veracruz | Unidad Deportiva Eliezer Morales      | N/D       | –                     |
| Guerreros de Cholula            | Guerreros Pericúes              | San Andrés Cholula, Puebla     | Deportivo Cholula                     | N/D       | –                     |
| Lobos Chapultepec               | Lobos Chapultepec               | Puebla, Puebla                 | Campo Filial Toluca Puebla            | N/D       | –                     |
| Los Ángeles                     | Los Ángeles                     | Puebla, Puebla                 | Ex Hacienda San José Maravillas       | 500       | –                     |
| Papanes de Papantla             | Papanes de Papantla             | Papantla, Veracruz             | Fénix Solidaridad                     | 3 000     | –                     |
| Poza Rica                       | Poza Rica                       | Poza Rica, Veracruz            | Heriberto Jara Corona                 | 10 000    | –                     |
| Reales de Puebla                | Reales de Puebla                | Chachapa, Puebla               | Unidad Deportiva Chachapa             | 1 000     | –                     |
| SEP Puebla                      | SEP Puebla                      | Puebla, Puebla                 | Ex Hacienda San José Maravillas       | 500       | Puebla F.C.           |
| Tehuacán de la Franja           | Tehuacán de la Franja           | Tehuacán, Puebla               | Unidad Deportiva La Huizachera        | 1 000     | –                     |
| Toros Xalapa                    | Toros Huatusco                  | Xalapa, Veracruz               | Antonio M. Quirasco                   | 2 000     | –                     |
| Tuxpan F.C.                     | Tuxpan F.C.                     | Túxpam, Veracruz               | Álvaro Lorenzo Fernández              | 2 000     | –                     |
| Universidad del Golfo de México | Universidad del Golfo de México | Orizaba, Veracruz              | Universitario UGM Orizaba             | 1 500     | –                     |
| C.F. Zaragoza                   | C.F. Zaragoza                   | Puebla, Puebla                 | Ex Hacienda San José Maravillas       | 500       | –                     |

#### Grupo III
12 equipos de Chiapas, Oaxaca y Veracruz
| Equipo                         | Ciudad                    | Estadio                         | Capacidad | Club de afiliación  |
| ------------------------------ | ------------------------- | ------------------------------- | --------- | ------------------- |
| Alebrijes de Oaxaca "B" (*)    | Oaxaca, Oaxaca            | Tecnológico de Oaxaca           | 14 950    | Alebrijes de Oaxaca |
| Atlético Isla                  | Isla, Veracruz            | Campo municipal de Isla         | 1,000     | –                   |
| Atlético Ixtepec               | Ciudad Ixtepec, Oaxaca    | Brena Torres                    | 1 000     | –                   |
| Cafetaleros de Chiapas "C" (*) | Motozintla, Chiapas       | El Copal                        | 3 000     | Cafetaleros         |
| Centro de Formación Chiapas    | Tuxtla Gutiérrez, Chiapas | Flor del Sospo                  | 3 000     | –                   |
| Chapulineros de Oaxaca "B"     | Oaxaca, Oaxaca            | Independiente MRCI              | 3 500     | –                   |
| Chileros XL                    | Xalapa, Veracruz          | Antonio M. Quirasco             | 2 000     | –                   |
| Conejos de Tuxtepec            | Tuxtepec, Oaxaca          | Ing. Guillermo Hernández Castro | 4 000     | –                   |
| Cruz Azul Lagunas (*)          | Lagunas, Oaxaca           | Cruz Azul                       | 1 000     | Cruz Azul           |
| Porteños FC                    | Salina Cruz, Oaxaca       | Heriberto Kehoe Vincent         | 2 000     | –                   |
| FC Sozca                       | Lerdo de Tejada, Veracruz | Miguel Seoane Lavin             | 1 000     | –                   |
| Universidad del Sureste        | Comitán, Chiapas          | Dr. Roberto Ortiz Solís         | 2 000     | –                   |

#### Grupo IV
18 equipos de Estado de México y Ciudad de México
| Equipo                      | Nombre registrado           | Ciudad                                        | Estadio                            | Capacidad | Club de afiliación   |
| --------------------------- | --------------------------- | --------------------------------------------- | ---------------------------------- | --------- | -------------------- |
| AEM                         | AEM                         | Huehuetoca, Estado de México                  | 12 de mayo                         | 1 500     | –                    |
| Álamos                      | Álamos                      | Venustiano Carranza, Ciudad de México         | Ciudad deportiva Magdalena Mixhuca | 500       | –                    |
| Ángeles de la Ciudad        | Ángeles de la Ciudad        | Iztacalco, Ciudad de México                   | Deportivo Rosario Iglesias         | 6 000     | –                    |
| Aragón FC                   | Atlético San Juan de Aragón | Gustavo A. Madero, Ciudad de México           | Deportivo Francisco Zarco          | 500       | C.F. Pachuca         |
| Atlético Mineros CDMX       | Novillos Neza               | Iztacalco, Ciudad de México                   | Deportivo Eduardo Molina           | N/D       | Mineros de Zacatecas |
| Aztecas AMF                 | Aztecas AMF                 | Iztapalapa, Ciudad de México                  | Deportivo Francisco Zarco          | 500       | –                    |
| Chilangos FC                | Chilangos FC                | Benito Juárez, Ciudad de México               | Deportivo Benito Juárez            | N/D       | –                    |
| Club Carsaf                 | Club Carsaf                 | Gustavo A. Madero, Ciudad de México           | Deportivo Lázaro Cárdenas          | N/D       | –                    |
| Cuervos Blancos             | Cuervos Blancos             | Cuautitlán, Estado de México                  | Los Pinos                          | 5 000     | –                    |
| Escuela de Alto Rendimiento | Escuela de Alto Rendimiento | Interlomas, Estado de México                  | Universidad Anáhuac México Norte   | 300       | –                    |
| Leopardos                   | Leopardos                   | Iztapalapa, Ciudad de México                  | Leandro Valle                      | 1 500     | –                    |
| Marina "B" (*)              | Marina "B" (*)              | Xochimilco, Ciudad de México                  | Valentín González                  | 5 000     | F.C. Marina          |
| F.C. Politécnico            | F.C. Politécnico            | Venustiano Carranza, Ciudad de México         | Deportivo Eduardo Molina           | N/D       | –                    |
| Promodep Central            | Promodep Central            | Cuautitlán, Estado de México                  | Valentín González                  | 5 000     | –                    |
| R-Reyes FC                  | R-Reyes FC                  | Miguel Hidalgo, Ciudad de México              | Deportivo Plan Sexenal             | N/D       | –                    |
| Sangre de Campeón           | Sangre de Campeón           | Tultitlán, Estado de México                   | Nou Camp 1                         | 1 000     | –                    |
| Valle de Xico               | Valle de Xico               | Valle de Chalco Solidaridad, Estado de México | U.D. Luis Donaldo Colosio          | N/D       | –                    |
| Yalmakan "B" (*)            | Yalmakan "B" (*)            | Iztapalapa, Ciudad de México                  | Deportivo Lázaro Cárdenas          | N/D       | –                    |

#### Grupo V
15 equipos de Estado de México y Ciudad de México
| Equipo                     | Nombre registrado        | Ciudad                                | Estadio                            | Capacidad | Club de afiliación |
| -------------------------- | ------------------------ | ------------------------------------- | ---------------------------------- | --------- | ------------------ |
| Azucareros de Tezonapa     | Azucareros de Tezonapa   | Melchor Ocampo, Estado de México      | Deportivo municipal Melchor Ocampo | N/D       | –                  |
| Azul Oceanía               | Azul Oceanía             | Venustiano Carranza, Ciudad de México | Deportivo Oceanía Cancha 3         | N/D       | –                  |
| Cuervos Silver Soccer      | Cuervos Silver Soccer    | Xochimilco, Ciudad de México          | San Isidro                         | N/D       | –                  |
| Deportivo Leones           | Deportivo Leones         | Metepec, Estado de México             | San Luis Mextepec                  | 1 500     | –                  |
| Deportivo Metepec          | Deportivo Metepec        | Metepec, Estado de México             | Jesús Lara                         | 500       | –                  |
| Diablos Valle de Bravo (*) | Deportivo Vallesano F.C. | Valle de Bravo, Estado de México      | Unidad deportiva Monte Alto        | 1000      | Toluca             |
| Estudiantes de El Oro      | Estudiantes de El Oro    | El Oro, Estado de México              | Unidad Deportiva Miguel Hidalgo    | 1 000     | –                  |
| Fuerza Mazahua             | Fuerza Mazahua           | Tenancingo, Estado de México          | José Manuel "Grillo" Cruzalta      | 3 000     | –                  |
| Halcones de Rayón          | Halcones de Rayón        | Santa María Rayón, Estado de México   | Gustavo A. Vicencio                | 2 000     | –                  |
| Halcones Zúñiga            | Halcones Zúñiga          | Nicolás Romero, Estado de México      | Deportivo San Ildelfonso           | N/D       | Leones Negros UDG  |
| Potros UAEM                | Potros UAEM              | Toluca, Estado de México              | Alberto "Chivo" Córdoba            | 32 603    | –                  |
| Pumas UNAM "C" (*)         | Pumas UNAM "C" (*)       | Coyoacán, Ciudad de México            | La Cantera                         | 2 000     | UNAM               |
| Real Villaflor             | Apaseo El Alto F.C.      | Villa Guerrero, Estado de México      | Municipal de Villa Guerrero        | N/D       | –                  |
| Reboceros de Tenancingo    | Grupo Sherwood           | Tenancingo, Estado de México          | José Manuel "Grillo" Cruzalta      | 3 000     | –                  |
| Tejupilco                  | Tejupilco                | Tejupilco, Estado de México           | Unidad Deportiva Tejupilco         | 1 000     | –                  |

#### Grupo VI
11 equipos de Estado de México, Ciudad de México, Guerrero, Morelos y Puebla
| Equipo              | Ciudad                       | Estadio                                       | Capacidad | Club de afiliación |
| ------------------- | ---------------------------- | --------------------------------------------- | --------- | ------------------ |
| Águilas de la UAGro | Acapulco, Guerrero           | Unidad Deportiva Acapulco                     | 13 000    | –                  |
| Academia Cuextlán   | Xochimilco, Ciudad de México | Valentín González                             | 5 000     | –                  |
| Atlético Cuernavaca | Cuernavaca, Morelos          | Unidad Deportiva San Carlos                   | 1 000     | –                  |
| Chilpancingo        | Chilpancingo, Guerrero       | David Josué García Evangelista                | 2 000     | –                  |
| Guerreros Puebla    | Puebla, Puebla               | Centro Estatal del Deporte Mario Vázquez Raña | 800       | –                  |
| Iguanas FC          | Zihuatanejo, Guerrero        | Unidad Deportiva Zihuatanejo                  | 1 000     | –                  |
| Leones Amecameca    | Amecameca, Estado de México  | Francisco Flores                              | 2 000     | –                  |
| Jardón JFS Yautepec | Yautepec, Morelos            | Unidad Deportiva San Carlos                   | 1 000     | –                  |
| Puebla "B" (*)      | Puebla, Puebla               | Olímpico Ignacio Zaragoza                     | 22 000    | Puebla F. C.       |
| Selva Cañera        | Jojutla, Morelos             | Unidad Deportiva La Perseverancia             | 1 000     | –                  |
| C. A. Zacatepec "B" | Zacatepec, Morelos           | Agustín Coruco Díaz                           | 24 443    | Zacatepec          |

#### Grupo VII
16 equipos de Estado de México, Ciudad de México, Hidalgo y Puebla
| Equipo                     | Nombre registrado          | Ciudad                                        | Estadio                            | Capacidad | Club de afiliación |
| -------------------------- | -------------------------- | --------------------------------------------- | ---------------------------------- | --------- | ------------------ |
| Águilas de Teotihuacán     | Águilas de Teotihuacán     | San Martín de las Pirámides, Estado de México | Deportivo Braulio Romero           | N/D       | –                  |
| Atlético Tlaxiaca (*)      | Atlético Tlaxiaca (*)      | San Agustín Tlaxiaca, Hidalgo                 | Parque San Agustín                 | 1 000     | Pachuca            |
| Cefor Chaco Giménez        | Cefor Chaco Giménez        | Tulancingo, Hidalgo                           | Primero de Mayo                    | 2 500     | –                  |
| Cefor Cuauhtémoc Blanco    | Cefor Cuauhtémoc Blanco    | Huauchinango, Puebla                          | Nido Águila Huauchinango           | 300       | –                  |
| CD Matamoros               | CD Matamoros               | Tultitlán, Estado de México                   | ESMAC                              | 500       | –                  |
| Ciervos "B" (*)            | Ciervos "B" (*)            | Chalco, Estado de México                      | Arreola                            | 2 000     | Ciervos F.C.       |
| FC Cuemanco                | Santiago Tulantepec F.C.   | Iztacalco, Ciudad de México                   | Ciudad deportiva                   | 500       | –                  |
| Faraones de Texcoco        | Faraones de Texcoco        | Texcoco, Estado de México                     | Claudio Suárez                     | 4 000     | –                  |
| Halcones Negros            | Halcones Negros            | Texcoco, Estado de México                     | Unidad Deportiva Silverio Pérez    | 1 000     | –                  |
| Hidalguense                | Hidalguense                | Pachuca, Hidalgo                              | Club Hidalguense                   | 600       | –                  |
| Independiente Mexiquense   | Independiente Mexiquense   | Huehuetoca, Estado de México                  | 12 de mayo                         | 1 500     | –                  |
| Sk Street Soccer           | Sk Street Soccer           | Tulancingo, Hidalgo                           | Unidad Deportiva Javier Rojo Gómez | 2 000     | –                  |
| Texcoco                    | Texcoco                    | Papalotla, Estado de México                   | CAR Pato Baeza                     | 1 000     | –                  |
| Tuzos Pachuca (*)          | Tuzos Pachuca (*)          | San Agustín Tlaxiaca, Hidalgo                 | Universidad del Fútbol             | 1 000     | Pachuca            |
| Unión Acolman              | Unión Acolman              | Tepexpan, Estado de México                    | San Carlos Tepexpan                | 1 200     | –                  |
| Universidad del Fútbol (*) | Universidad del Fútbol (*) | San Agustín Tlaxiaca, Hidalgo                 | Universidad del Fútbol             | 1 000     | Pachuca            |

#### Grupo VIII
16 equipos de Guanajuato, Michoacán y Querétaro
| Equipo                        | Nombre registrado             | Ciudad                         | Estadio                     | Capacidad | Club de afiliación |
| ----------------------------- | ----------------------------- | ------------------------------ | --------------------------- | --------- | ------------------ |
| 4D Morelia                    | Tigres Blancos Gestalt        | Morelia, Michoacán             | Venustiano Carranza         | 17 600    | –                  |
| Celaya "B" (*)                | Celaya "B" (*)                | Celaya, Guanajuato             | Miguel Alemán Valdés        | 23 182    | Celaya FC          |
| Cocodrilos FC Lázaro Cárdenas | Cocodrilos FC Lázaro Cárdenas | Lázaro Cárdenas, Michoacán     | Club Pacífico               | 2 500     | –                  |
| Delfines de Abasolo           | Delfines de Abasolo           | Abasolo, Guanajuato            | Municipal Abasolo           | 2 000     | –                  |
| Deportivo Yurécuaro           | Deportivo Yurécuaro           | Yurécuaro, Michoacán           | Unidad Deportiva Centenario | 2 000     | –                  |
| Jaibos Cortázar F.C.          | Deportivo Soria               | Cortazar, Guanajuato           | Unidad Deportiva Sur        | N/D       | –                  |
| La Piedad "B" (*)             | La Piedad "B" (*)             | La Piedad, Michoacán           | Juan N. López               | 13 356    | La Piedad          |
| Fundadores de Querétaro       | Fundadores de Querétaro       | Querétaro, Querétaro           | Unidad Deportiva La Cañada  | 1 000     | –                  |
| Lobos ITECA                   | Lobos ITECA                   | Querétaro, Querétaro           | Parque Bicentenario         | 1 000     | –                  |
| Real Querétaro                | Real Querétaro                | Huimilpan, Querétaro           | P.M. Emilio Butragueño      | 1 000     | –                  |
| Sahuayo                       | Sahuayo                       | Sahuayo, Michoacán             | Unidad deportiva municipal  | 1 000     | Sahuayo            |
| Salamanca FC                  | Salamanca FC                  | Salamanca, Guanajuato          | El Molinito                 | 2 500     | –                  |
| Tiburones Freseros            | Tiburones Freseros            | Pénjamo, Guanajuato            | Pablo Herrera               | 2 000     | –                  |
| Titanes de Querétaro          | Titanes de Querétaro          | Querétaro, Querétaro           | Unidad Deportiva La Cañada  | 1 000     | –                  |
| Zorros de Cadereyta           | San Juan del Río F.C.         | Cadereyta de Montes, Querétaro | Unidad Deportiva Cadereyta  | 1 000     | –                  |

#### Grupo IX
9 equipos de Guanajuato, Durango, Zacatecas y Jalisco
| Equipo                       | Nombre registrado            | Ciudad                               | Estadio                              | Capacidad | Club de afiliación   |
| ---------------------------- | ---------------------------- | ------------------------------------ | ------------------------------------ | --------- | -------------------- |
| Atlético Leonés              | Atlético Leonés              | León, Guanajuato                     | CODE Las Joyas                       | 1 000     | –                    |
| Durango "B" (*)              | Durango "B" (*)              | Durango, Durango                     | Francisco Zarco                      | 18 000    | Durango              |
| Durazneros de Jerez          | FC Zacatecas                 | Jerez, Zacatecas                     | Ramón López Velarde                  | 3 000     | –                    |
| Empresarios del Rincón       | Real Olmeca Sport            | Purísima del Rincón, Guanajuato      | Unidad Deportiva Purísima            | 1 000     | –                    |
| Mineros de Fresnillo "B" (*) | Mineros de Fresnillo "B" (*) | Fresnillo, Zacatecas                 | Unidad Deportiva Minera Fresnillo    | 2 500     | Mineros de Fresnillo |
| Mineros de Zacatecas "C" (*) | Mineros de Zacatecas "C" (*) | Guadalupe, Zacatecas                 | Unidad Deportiva Guadalupe           | 500       | Mineros de Zacatecas |
| Somnus F.C.                  | Real Magarí                  | Lagos de Moreno, Jalisco             | Instalaciones Somnus F.C.            | 2 000     | –                    |
| San Pancho FC                | CH Fútbol Club               | San Francisco del Rincón, Guanajuato | Deportiva J. Jesús Rodríguez Barba   | N/D       | –                    |
| UAZ "B" (*)                  | UAZ "B" (*)                  | Zacatecas, Zacatecas                 | Universitario Unidad Deportiva Norte | 5 000     | UAZ                  |

#### Grupo X
20 equipos de Jalisco y Colima
| Equipo                       | Nombre registrado            | Ciudad                         | Estadio                          | Capacidad | Club de afiliación |
| ---------------------------- | ---------------------------- | ------------------------------ | -------------------------------- | --------- | ------------------ |
| Acatlán                      | Acatlán                      | Acatlán, Jalisco               | Club Juárez                      | 1 500     | –                  |
| Ayense                       | Ayense                       | Ayotlán, Jalisco               | Chino Rivas                      | 4 000     | –                  |
| Catedráticos Elite F.C.      | Catedráticos Elite F.C.      | Etzatlán, Jalisco              | Unidad Deportiva Etzatlán        | 1 000     | –                  |
| Chapala                      | Chapala                      | Chapala, Jalisco               | Municipal Juan Rayo              | 1 000     | –                  |
| Deportivo Cafessa TDP (*)    | Deportivo Cafessa TDP (*)    | Tlajomulco de Zúñiga, Jalisco  | Unidad Deportiva Mariano Otero   | 3 000     | Cafessa            |
| Deportivo Salcido            | Deportivo Salcido            | Ocotlán, Jalisco               | Complejo deportivo Salcido       | N/D       | –                  |
| Diablos Tesistán             | Valle del Grullo             | Zapopan, Jalisco               | Club Diablos Tesistán            | N/D       | –                  |
| Escuela de Fútbol Chivas (*) | Escuela de Fútbol Chivas (*) | Zapopan, Jalisco               | Chivas San Rafael                | 2 000     | Guadalajara        |
| Gallos Viejos                | Gallos Viejos                | Zapopan, Jalisco               | Club Pumas Tesistán              | N/D       | –                  |
| Gorilas de Juanacatlán       | Gorilas de Juanacatlán       | Juanacatlán, Jalisco           | Club Juanacatlán                 | 500       | –                  |
| Leones Negros "C" (*)        | Leones Negros "C" (*)        | Guadalajara, Jalisco           | Club Deportivo U. de G.          | 3 000     | Leones Negros      |
| Loros de Colima "B" (*)      | Loros de Colima "B" (*)      | Colima, Colima                 | Olímpico Universitario de Colima | 11 923    | Loros de Colima    |
| Mulos del CD Oro             | Mulos del CD Oro             | Zapopan, Jalisco               | Club Hacienda Real               | N/D       | –                  |
| Nacional                     | Nacional                     | Zapopan, Jalisco               | Olímpico Parque Solidaridad      | 1 500     | –                  |
| Picudos de Manzanillo        | Picudos de Manzanillo        | Zapopan, Jalisco               | Instalaciones Nápoles Tapatío    | N/D       | –                  |
| Real Ánimas de Sayula        | Real Ánimas de Sayula        | Sayula, Jalisco                | Gustavo Díaz Ordaz               | 1 000     | –                  |
| Real Colima                  | Atlético Tecomán             | Colima, Colima                 | Colima                           | 12 000    | –                  |
| Tapatíos Soccer              | Tapatíos Soccer              | Guadalajara, Jalisco           | Colegio Once México              | 1 000     | River Plate        |
| Tepatitlán "B" (*)           | Tepatitlán "B" (*)           | Tepatitlán de Morelos, Jalisco | Tepa Gómez                       | 10 000    | Club Tepatitlán    |
| Tornados Tlaquepaque         | Atlético Cocula              | Tonalá, Jalisco                | San Andrés                       | 2 500     | –                  |

#### Grupo XI
17 equipos de Sinaloa, Jalisco y Nayarit
| Equipo                  | Nombre registrado       | Ciudad                        | Estadio                                | Capacidad | Club de afiliación |
| ----------------------- | ----------------------- | ----------------------------- | -------------------------------------- | --------- | ------------------ |
| Águilas UAS             | Águilas UAS             | Culiacán, Sinaloa             | Universitario UAS                      | 3 500     | –                  |
| Atlético Bahía "B" (*)  | Atlético Bahía "B" (*)  | San José del Valle, Nayarit   | Ciudad deportiva de San José del Valle | 4 000     | Atlético Bahía     |
| Agaveros                | Agaveros                | Tlajomulco de Zúñiga, Jalisco | Campos Elite                           | N/D       | –                  |
| Atlas FC "B" (*)        | Atlas FC "B" (*)        | El Salto, Jalisco             | Instalaciones CECAF                    | 500       | Atlas F.C.         |
| Cafessa Tonalá          | Cafessa Tonalá          | Tonalá, Jalisco               | Unidad Deportiva Revolución Mexicana   | 3 000     | –                  |
| Caja Oblatos CFD        | Caja Oblatos CFD        | Guadalajara, Jalisco          | Deportivo Tonalá                       | N/D       | –                  |
| CEFUT                   | CEFUT                   | Jocotepec, Jalisco            | Municipal de Jocotepec                 | 2 000     | –                  |
| Deportivo Cimagol       | Deportivo Cimagol       | Tlaquepaque, Jalisco          | Club Vaqueros                          | 1 000     | –                  |
| Deportivo Tala          | Volcanes de Colima      | Tala, Jalisco                 | Centro deportivo cultural 24 de Marzo  | 3 000     | –                  |
| Dorados "C" (*)         | Dorados "C" (*)         | Culiacán, Sinaloa             | Unidad Deportiva Sagarpa               | 1 000     | Dorados de Sinaloa |
| Guadalajara "C" (*)     | Guadalajara "C" (*)     | Guadalajara, Jalisco          | Chivas Verde Valle                     | 2 000     | Guadalajara        |
| Mazorqueros de Zapotlán | Mazorqueros de Zapotlán | Ciudad Guzmán, Jalisco        | Municipal Santa Rosa                   | 3 000     | –                  |
| Puerto Vallarta F.C.    | Puerto Vallarta F.C.    | Puerto Vallarta, Jalisco      | Municipal Agustín Flores Contreras     | 3 000     | –                  |
| Sufacen Tepic           | Sufacen Tepic           | Tepic, Nayarit                | Sufacen Libramiento                    | 500       | –                  |
| Tecos "B" (*)           | Tecos "B" (*)           | Zapopan, Jalisco              | Tres de Marzo                          | 18 000    | Tecos FC           |
| Venados de Atemajac     | Alcaldes de Lagos       | Atemajac de Brizuela, Jalisco | Unidad Deportiva Ulises Dávila         | N/D       | –                  |
| Xalisco                 | Xalisco                 | Xalisco, Nayarit              | Nicolás Álvarez Ortega                 | 12 945    | –                  |

#### Grupo XII
14 equipos de Tamaulipas, Nuevo León y Coahuila 
| Equipo                   | Nombre registrado        | Ciudad                               | Estadio                        | Capacidad | Club de afiliación     |
| ------------------------ | ------------------------ | ------------------------------------ | ------------------------------ | --------- | ---------------------- |
| Atlético Altamira        | Atlético Altamira        | Altamira, Tamaulipas                 | Lázaro Cárdenas                | 2 500     | –                      |
| Bravos de Nuevo Laredo   | Bravos de Nuevo Laredo   | Nuevo Laredo, Tamaulipas             | Unidad Deportiva Benito Juárez | 5 000     | –                      |
| Correcaminos UAT "C" (*) | Correcaminos UAT "C" (*) | Ciudad Victoria, Tamaulipas          | Eugenio Alvizo Porras          | 10 000    | Correcaminos de la UAT |
| FCD Bulls de Santiago    | FCD Bulls de Santiago    | Santiago, Nuevo León                 | El Barrial                     | 2 000     | FC Dallas              |
| Frontera FC              | Frontera FC              | Río Bravo, Tamaulipas                | Las Liebres                    | N/D       | –                      |
| Gavilanes "B" (*)        | Ho Gar H Matamoros       | Matamoros, Tamaulipas                | Estadio Hogar                  | 10 000    | Gavilanes de Matamoros |
| Jabatos de Nuevo León    | Bucaneros de Matamoros   | Guadalupe, Nuevo León                | CEDEREG                        | ND        | –                      |
| Orgullo Surtam           | Orgullo Surtam           | Tampico, Tamaulipas                  | Unidad Deportiva Madero        | 1 500     | –                      |
| Real Acuña               | Real Acuña               | Ciudad Acuña, Coahuila               | Eduardo Moreira                | 2 000     | –                      |
| Regio Soccer             | Real San Cosme           | Monterrey, Nuevo León                | Ciudad deportiva Churbusco     | N/D       | Querétaro FC           |
| Saltillo SFC "B"         | Saltillo Soccer          | Saltillo, Coahuila                   | Olímpico Francisco I. Madero   | 7 000     | Saltillo SFC           |
| San Nicolás              | San Nicolás              | San Nicolás de los Garza, Nuevo León | Unidad Deportiva Oriente       | 150       | –                      |
| Tigres SD (*)            | Tigres SD (*)            | Zuazua, Nuevo León                   | La Cueva                       | 700       | Tigres UANL            |
| Troyanos UDEM            | Troyanos UDEM            | San Pedro Garza García, Nuevo León   | Universidad de Monterrey       | 1 000     | –                      |

#### Grupo XIII
7 equipos de Chihuahua y Sonora
| Equipo                    | Ciudad                   | Estadio                        | Capacidad | Club de afiliación   |
| ------------------------- | ------------------------ | ------------------------------ | --------- | -------------------- |
| FC CEPROFFA               | Ciudad Juárez, Chihuahua | CEPROFFA                       | N/D       | –                    |
| Cimarrones "C" (*)        | Hermosillo, Sonora       | Miguel Castro Servín           | 7 000     | Cimarrones de Sonora |
| Cobras Fut Premier        | Ciudad Juárez, Chihuahua | 20 de noviembre                | 2 500     | –                    |
| Guaymas FC                | Heroica Guaymas, Sonora  | Unidad Deportiva Julio Alfonso | 3 000     | –                    |
| Huatabampo FC             | Huatabampo, Sonora       | Olímpico de Navojoa            | 4 000     | –                    |
| La Tribu de Ciudad Juárez | Ciudad Juárez, Chihuahua | 20 de noviembre                | 2 500     | –                    |
| Xolos de Hermosillo (*)   | Hermosillo, Sonora       | Miguel Castro Servín           | 7 000     | C. Tijuana           |

#### Grupo XIV (Expansión)
8 equipos de Baja California. Este grupo funciona como un torneo de expansión, por lo cual, los equipos participantes no son considerados para la liguilla por el título y el ascenso de categoría.
| Equipo              | Ciudad                              | Estadio                  | Capacidad |
| ------------------- | ----------------------------------- | ------------------------ | --------- |
| 40 Grados MXL       | Mexicali, Baja California           | Estadio ciudad deportiva | N/D       |
| Atlético Juniors FC | Tijuana, Baja California            | Unidad Deportiva CREA    | 10 000    |
| Cachanillas FC      | Mexicali, Baja California           | Necaxa                   | N/D       |
| Gladiadores Tijuana | Tijuana, Baja California            | Unidad Deportiva CREA    | 10 000    |
| Internacional FC    | Tijuana, Baja California            | Unidad Deportiva CREA    | 10 000    |
| London FC           | Tijuana, Baja California            | Unidad Deportiva CREA    | 10 000    |
| Minarete FC         | Tijuana, Baja California            | Unidad Deportiva CREA    | 10 000    |
| Rosarito FC         | Playas de Rosarito, Baja California | Andrés Luna              | N/D       |

## Tablas Generales
Fecha de actualización: 15 de marzo de 2020

### Grupo I
| Pos. | Equipos                 | PJ | PG | PE | PP | GF | GC | Dif. | Pts. | Pe | Por  |
| ---- | ----------------------- | -- | -- | -- | -- | -- | -- | ---- | ---- | -- | ---- |
| 1.   | Atlante "B"             | 22 | 14 | 5  | 3  | 39 | 10 | 29   | 50   | 3  | 2.27 |
| 2.   | Pioneros Junior         | 22 | 16 | 1  | 5  | 58 | 21 | 37   | 49   | 0  | 2.23 |
| 3.   | Deportivo Chetumal      | 21 | 15 | 3  | 3  | 45 | 21 | 24   | 49   | 1  | 2.33 |
| 4.   | Deportiva Venados       | 21 | 13 | 4  | 4  | 55 | 24 | 31   | 47   | 4  | 2.24 |
| 5.   | Inter Playa "B"         | 21 | 12 | 5  | 4  | 37 | 19 | 18   | 44   | 3  | 2.10 |
| 6.   | Cantera Venados         | 21 | 11 | 4  | 6  | 31 | 18 | 13   | 39   | 2  | 1.86 |
| 7.   | Felinos 48              | 22 | 10 | 6  | 6  | 38 | 22 | 16   | 38   | 2  | 1.73 |
| 8.   | Corsarios de Campeche   | 22 | 7  | 7  | 8  | 32 | 34 | -2   | 31   | 3  | 1.41 |
| 9.   | Pejelagartos de Tabasco | 21 | 8  | 5  | 8  | 34 | 35 | -1   | 31   | 2  | 1.48 |
| 10.  | Mur FC                  | 22 | 6  | 6  | 10 | 20 | 28 | -8   | 28   | 3  | 1.27 |
| 11.  | Cozumel F.C. Tres Toños | 21 | 5  | 5  | 11 | 30 | 44 | -14  | 23   | 3  | 1.10 |
| 12.  | Campeche FC             | 21 | 5  | 6  | 10 | 27 | 44 | -17  | 23   | 2  | 1.10 |
| 13.  | Chocos de Tabasco       | 22 | 4  | 4  | 14 | 18 | 42 | -24  | 18   | 2  | 0.82 |
| 14.  | Delfines Márquez        | 22 | 3  | 2  | 17 | 14 | 52 | -38  | 12   | 1  | 0.55 |
| 15.  | CEFOR Mérida            | 21 | 0  | 1  | 20 | 9  | 73 | -64  | 1    | 0  | 0.05 |

Nota: La cantidad de equipos clasificados a la fase final puede variar dependiendo del número de equipos por grupo. Los equipos pueden no clasificar por incumplimiento a reglamento o falta de pagos.
|  | Clasificado para la Fase Final Etapa 1 como líder de grupo. |
|  | Clasificado para la Fase Final Etapa 1.                     |
|  | Clasificado para la Liguilla de Filiales.                   |
|  | Último de Grupo.                                            |

### Grupo II
| Pos. | Equipos                         | PJ | PG | PE | PP | GF | GC | Dif. | Pts. | Pe | Por  |
| ---- | ------------------------------- | -- | -- | -- | -- | -- | -- | ---- | ---- | -- | ---- |
| 1.   | Poza Rica                       | 26 | 15 | 8  | 3  | 57 | 24 | 33   | 57   | 4  | 2.19 |
| 2.   | Lobos Chapultepec               | 26 | 16 | 6  | 4  | 63 | 24 | 39   | 55   | 1  | 2.12 |
| 3.   | Universidad del Golfo de México | 25 | 15 | 6  | 4  | 53 | 22 | 31   | 54   | 3  | 2.16 |
| 4.   | Papanes de Papantla             | 25 | 15 | 6  | 4  | 74 | 30 | 44   | 53   | 2  | 2.13 |
| 5.   | Club Alpha                      | 25 | 13 | 7  | 5  | 53 | 21 | 32   | 51   | 5  | 2.04 |
| 6.   | Delfines UGM                    | 26 | 13 | 5  | 8  | 52 | 20 | 12   | 49   | 5  | 1.89 |
| 7.   | Tuxpan F.C.                     | 25 | 11 | 8  | 6  | 55 | 28 | 27   | 46   | 5  | 1.84 |
| 8.   | Fuertes de Fortín               | 25 | 12 | 8  | 5  | 41 | 24 | 17   | 45   | 1  | 1.80 |
| 9.   | Cafetaleros de Córdoba          | 25 | 10 | 6  | 9  | 46 | 34 | 12   | 41   | 5  | 1.64 |
| 10.  | Guerreros de Cholula            | 25 | 11 | 4  | 10 | 34 | 36 | -2   | 41   | 4  | 1.64 |
| 11.  | SEP Puebla                      | 26 | 9  | 7  | 10 | 39 | 49 | -10  | 36   | 2  | 1.38 |
| 12.  | Los Ángeles                     | 26 | 8  | 6  | 12 | 30 | 33 | -3   | 33   | 3  | 1.27 |
| 13.  | Reales de Puebla                | 26 | 9  | 4  | 13 | 35 | 44 | -9   | 32   | 1  | 1.23 |
| 14.  | Atlético Boca del Río           | 26 | 5  | 7  | 14 | 27 | 48 | -21  | 24   | 2  | 0.92 |
| 15.  | C.F. Zaragoza                   | 25 | 5  | 1  | 19 | 22 | 80 | -58  | 17   | 1  | 0.68 |
| 16.  | Tehuacán de la Franja           | 25 | 2  | 3  | 20 | 23 | 79 | -56  | 11   | 2  | 0.44 |
| 17.  | Toros Xalapa                    | 25 | 1  | 0  | 24 | 12 | 99 | -87  | 3    | 0  | 0.12 |
| 18.  | Albinegros "B" (Desafiliado)    | 0  | 0  | 0  | 0  | 0  | 0  | 0    | 0    | 0  | 0.00 |

Nota: La cantidad de equipos clasificados a la fase final puede variar dependiendo del número de equipos por grupo. Los equipos pueden no clasificar por incumplimiento a reglamento o falta de pagos.
|  | Clasificado para la Fase Final Etapa 1 como líder de grupo. |
|  | Clasificado para la Fase Final Etapa 1.                     |
|  | Clasificado para la Liguilla de Filiales.                   |
|  | Último de Grupo.                                            |

### Grupo III
| Pos. | Equipos                     | PJ | PG | PE | PP | GF | GC | Dif. | Pts. | Pe | Por  |
| ---- | --------------------------- | -- | -- | -- | -- | -- | -- | ---- | ---- | -- | ---- |
| 1.   | Cafetaleros de Chiapas "C"  | 15 | 12 | 2  | 1  | 35 | 5  | 30   | 39   | 1  | 2.60 |
| 2.   | Cruz Azul Lagunas           | 15 | 8  | 6  | 1  | 17 | 6  | 11   | 32   | 2  | 2.13 |
| 3.   | Atlético Isla               | 14 | 7  | 5  | 2  | 24 | 11 | 13   | 28   | 2  | 2.00 |
| 4.   | Porteños FC                 | 15 | 7  | 3  | 5  | 24 | 21 | 3    | 25   | 1  | 1.67 |
| 5.   | FC Sozca                    | 15 | 5  | 5  | 5  | 18 | 16 | 2    | 23   | 3  | 1.53 |
| 6.   | Alebrijes de Oaxaca "B"     | 15 | 4  | 5  | 6  | 22 | 19 | 3    | 20   | 3  | 1.33 |
| 7.   | Conejos de Tuxtepec         | 15 | 5  | 2  | 8  | 16 | 16 | 0    | 19   | 2  | 1.27 |
| 8.   | Atlético Ixtepec            | 15 | 4  | 5  | 6  | 10 | 18 | -8   | 19   | 2  | 1.27 |
| 9.   | Centro de Formación Chiapas | 15 | 4  | 4  | 7  | 13 | 23 | -10  | 17   | 0  | 1.13 |
| 10.  | Chileros XL                 | 14 | 4  | 3  | 7  | 12 | 31 | -19  | 17   | 2  | 1.21 |
| 11.  | Chapulineros de Oaxaca "B"  | 15 | 2  | 5  | 8  | 15 | 27 | -12  | 14   | 3  | 0.93 |
| 12.  | Universidad del Sureste     | 15 | 3  | 3  | 9  | 13 | 26 | -13  | 14   | 2  | 0.93 |

Nota: La cantidad de equipos clasificados a la fase final puede variar dependiendo del número de equipos por grupo. Los equipos pueden no clasificar por incumplimiento a reglamento o falta de pagos.
|  | Clasificado para la Fase Final Etapa 1 como líder de grupo. |
|  | Clasificado para la Fase Final Etapa 1.                     |
|  | Clasificado para la Liguilla de Filiales.                   |
|  | Último de Grupo.                                            |

### Grupo IV
| Pos. | Equipos                     | PJ | PG | PE | PP | GF | GC | Dif. | Pts. | Pe | Por  |
| ---- | --------------------------- | -- | -- | -- | -- | -- | -- | ---- | ---- | -- | ---- |
| 1.   | Aragón FC                   | 27 | 15 | 9  | 3  | 67 | 28 | 39   | 60   | 6  | 2.22 |
| 2.   | Chilangos FC                | 27 | 14 | 7  | 6  | 65 | 25 | 40   | 52   | 3  | 1.93 |
| 3.   | AEM                         | 27 | 15 | 5  | 7  | 39 | 27 | 12   | 52   | 2  | 1.93 |
| 4.   | Ángeles de la Ciudad        | 27 | 13 | 7  | 7  | 35 | 21 | 14   | 49   | 3  | 1.82 |
| 5.   | Club Carsaf                 | 27 | 7  | 16 | 4  | 32 | 20 | 12   | 48   | 11 | 1.78 |
| 6.   | Cuervos Blancos             | 27 | 12 | 8  | 7  | 33 | 24 | 9    | 46   | 2  | 1.70 |
| 7.   | Escuela de Alto Rendimiento | 27 | 9  | 12 | 6  | 35 | 29 | 6    | 46   | 7  | 1.70 |
| 8.   | Yalmakan "B"                | 27 | 13 | 5  | 9  | 36 | 32 | 4    | 44   | 0  | 1.63 |
| 9.   | Leopardos                   | 27 | 7  | 10 | 10 | 32 | 37 | -5   | 39   | 8  | 1.44 |
| 10.  | Promodep Central            | 27 | 8  | 10 | 9  | 27 | 34 | -7   | 39   | 5  | 1.44 |
| 11.  | R-Reyes F.C.                | 27 | 9  | 8  | 10 | 32 | 37 | -5   | 38   | 3  | 1.41 |
| 12.  | Álamos                      | 27 | 9  | 7  | 11 | 31 | 40 | -9   | 37   | 3  | 1.37 |
| 13.  | Atlético Mineros CDMX       | 27 | 8  | 9  | 10 | 28 | 39 | -11  | 37   | 4  | 1.37 |
| 14.  | Marina "B"                  | 27 | 7  | 8  | 12 | 22 | 33 | -11  | 34   | 5  | 1.26 |
| 15.  | Valle de Xico               | 27 | 8  | 5  | 14 | 30 | 41 | 11   | 32   | 3  | 1.19 |
| 16.  | Sangre de Campeón           | 27 | 7  | 5  | 15 | 23 | 52 | -29  | 30   | 4  | 1.11 |
| 17.  | FC Politécnico              | 27 | 6  | 7  | 14 | 31 | 55 | -24  | 27   | 2  | 1.00 |
| 18.  | Aztecas AMF Soccer          | 27 | 2  | 10 | 15 | 14 | 38 | -24  | 19   | 3  | 0.70 |

Nota: La cantidad de equipos clasificados a la fase final puede variar dependiendo del número de equipos por grupo. Los equipos pueden no clasificar por incumplimiento a reglamento o falta de pagos.
|  | Clasificado para la Fase Final Etapa 1 como líder de grupo. |
|  | Clasificado para la Fase Final Etapa 1.                     |
|  | Clasificado para la Liguilla de Filiales.                   |
|  | Último de Grupo.                                            |

### Grupo V
| Pos. | Equipos                 | PJ | PG | PE | PP | GF | GC | Dif. | Pts. | Pe | Por  |
| ---- | ----------------------- | -- | -- | -- | -- | -- | -- | ---- | ---- | -- | ---- |
| 1.   | Cuervos Silver Soccer   | 22 | 12 | 7  | 3  | 29 | 18 | 11   | 50   | 6  | 2.27 |
| 2.   | Pumas UNAM "C"          | 21 | 14 | 5  | 2  | 42 | 16 | 26   | 49   | 2  | 2.33 |
| 3.   | Diablos Valle de Bravo  | 22 | 12 | 7  | 3  | 43 | 19 | 24   | 47   | 4  | 2.14 |
| 4.   | Potros UAEM             | 21 | 13 | 4  | 4  | 50 | 20 | 30   | 44   | 1  | 2.10 |
| 5.   | Halcones de Rayón       | 22 | 11 | 5  | 6  | 30 | 24 | 6    | 40   | 2  | 1.82 |
| 6.   | Halcones Zúñiga         | 21 | 12 | 2  | 7  | 41 | 26 | 15   | 39   | 1  | 1.86 |
| 7.   | Tejupilco               | 21 | 9  | 4  | 8  | 34 | 31 | 3    | 34   | 3  | 1.62 |
| 8.   | Real Villaflor          | 21 | 10 | 3  | 8  | 24 | 35 | -11  | 34   | 1  | 1.62 |
| 9.   | Fuerza Mazahua          | 21 | 4  | 10 | 7  | 18 | 26 | -8   | 26   | 4  | 1.24 |
| 10.  | Estudiantes             | 22 | 5  | 6  | 11 | 17 | 27 | -10  | 26   | 5  | 1.18 |
| 11.  | Deportivo Leones        | 21 | 5  | 8  | 8  | 20 | 23 | -3   | 25   | 2  | 1.19 |
| 12.  | Deportivo Metepec       | 22 | 3  | 9  | 10 | 11 | 29 | -18  | 22   | 4  | 1.00 |
| 13.  | Azucareros de Tezonapa  | 22 | 5  | 4  | 13 | 24 | 44 | -20  | 21   | 2  | 0.96 |
| 14.  | Reboceros de Tenancingo | 21 | 2  | 7  | 12 | 16 | 30 | -14  | 16   | 3  | 0.76 |
| 15.  | Azul Oceanía            | 22 | 1  | 5  | 16 | 11 | 42 | -31  | 10   | 2  | 0.46 |

Nota: La cantidad de equipos clasificados a la fase final puede variar dependiendo del número de equipos por grupo. Los equipos pueden no clasificar por incumplimiento a reglamento o falta de pagos.
|  | Clasificado para la Fase Final Etapa 1 como líder de grupo. |
|  | Clasificado para la Fase Final Etapa 1.                     |
|  | Clasificado para la Liguilla de Filiales.                   |
|  | Último de Grupo.                                            |

### Grupo VI
| Pos. | Equipos             | PJ | PG | PE | PP | GF | GC | Dif. | Pts. | Pe | Por  |
| ---- | ------------------- | -- | -- | -- | -- | -- | -- | ---- | ---- | -- | ---- |
| 1.   | Atlético Cuernavaca | 24 | 16 | 5  | 3  | 52 | 26 | 26   | 55   | 2  | 2.29 |
| 2.   | Águilas UAGro       | 24 | 14 | 5  | 5  | 66 | 30 | 36   | 51   | 4  | 2.13 |
| 3.   | Puebla "B"          | 23 | 13 | 5  | 5  | 48 | 25 | 23   | 45   | 1  | 1.96 |
| 4.   | Academia Cuextlán   | 24 | 12 | 5  | 7  | 36 | 22 | 14   | 44   | 2  | 1.83 |
| 5.   | Selva Cañera        | 24 | 10 | 5  | 9  | 36 | 31 | 5    | 38   | 3  | 1.58 |
| 6.   | F.C. Iguanas        | 24 | 9  | 6  | 9  | 28 | 28 | 0    | 37   | 4  | 1.54 |
| 7.   | Chilpancingo        | 23 | 11 | 1  | 11 | 42 | 39 | 3    | 34   | 0  | 1.48 |
| 8.   | Guerreros de Puebla | 23 | 8  | 4  | 11 | 30 | 35 | -5   | 30   | 2  | 1.30 |
| 9.   | C. A. Zacatepec "B" | 24 | 7  | 5  | 12 | 32 | 40 | -8   | 30   | 4  | 1.25 |
| 10.  | Jardon JFS Yautepec | 23 | 3  | 8  | 12 | 25 | 43 | -18  | 19   | 2  | 0.83 |
| 11.  | Leones Amecameca    | 24 | 1  | 3  | 20 | 11 | 87 | -76  | 7    | 1  | 0.29 |

Nota: La cantidad de equipos clasificados a la fase final puede variar dependiendo del número de equipos por grupo. Los equipos pueden no clasificar por incumplimiento a reglamento o falta de pagos.
|  | Clasificado para la Fase Final Etapa 1 como líder de grupo. |
|  | Clasificado para la Fase Final Etapa 1.                     |
|  | Clasificado para la Liguilla de Filiales.                   |
|  | Último de Grupo.                                            |

### Grupo VII
| Pos. | Equipos                            | PJ | PG | PE | PP | GF | GC | Dif. | Pts. | Pe | Por  |
| ---- | ---------------------------------- | -- | -- | -- | -- | -- | -- | ---- | ---- | -- | ---- |
| 1.   | Faraones de Texcoco                | 23 | 17 | 3  | 3  | 86 | 34 | 52   | 57   | 3  | 2.48 |
| 2.   | Tuzos Pachuca                      | 23 | 17 | 3  | 3  | 77 | 18 | 59   | 56   | 2  | 2.44 |
| 3.   | Universidad del Fútbol             | 23 | 16 | 3  | 4  | 85 | 30 | 55   | 53   | 2  | 2.30 |
| 4.   | Halcones Negros                    | 23 | 14 | 4  | 5  | 63 | 29 | 34   | 48   | 2  | 2.09 |
| 5.   | Cefor Cuauhtémoc Blanco            | 23 | 12 | 6  | 5  | 61 | 31 | 30   | 45   | 3  | 1.96 |
| 6.   | Sk Street Soccer                   | 23 | 12 | 5  | 6  | 39 | 23 | 16   | 43   | 2  | 1.87 |
| 7.   | Atlético Tlaxiaca                  | 23 | 10 | 7  | 6  | 41 | 38 | 3    | 41   | 4  | 1.78 |
| 8.   | Club Hidalguense                   | 23 | 7  | 8  | 8  | 35 | 37 | -2   | 32   | 3  | 1.39 |
| 9.   | Unión Acolman                      | 23 | 8  | 7  | 8  | 31 | 50 | -19  | 32   | 1  | 1.39 |
| 10.  | Deportivo Independiente Mexiquense | 23 | 7  | 6  | 10 | 35 | 46 | -11  | 30   | 3  | 1.30 |
| 11.  | Cefor Chaco Giménez                | 23 | 8  | 3  | 12 | 32 | 53 | -21  | 29   | 2  | 1.26 |
| 12.  | FC Cuemanco                        | 22 | 5  | 5  | 12 | 24 | 52 | -28  | 23   | 3  | 1.05 |
| 13.  | Ciervos "B"                        | 23 | 4  | 6  | 13 | 25 | 51 | -26  | 22   | 4  | 0.96 |
| 14.  | CD Matamoros                       | 23 | 4  | 5  | 14 | 27 | 59 | -32  | 19   | 2  | 0.83 |
| 15.  | Texcoco                            | 23 | 2  | 2  | 19 | 23 | 95 | -72  | 10   | 2  | 0.44 |
| 16.  | Águilas de Teotihuacán             | 22 | 2  | 3  | 17 | 27 | 65 | -38  | 9    | 0  | 0.41 |

Nota: La cantidad de equipos clasificados a la fase final puede variar dependiendo del número de equipos por grupo. Los equipos pueden no clasificar por incumplimiento a reglamento o falta de pagos.
|  | Clasificado para la Fase Final Etapa 1 como líder de grupo. |
|  | Clasificado para la Fase Final Etapa 1.                     |
|  | Clasificado para la Liguilla de Filiales.                   |
|  | Último de Grupo.                                            |

### Grupo VIII
| Pos. | Equipos                       | PJ | PG | PE | PP | GF | GC | Dif. | Pts. | Pe | Por  |
| ---- | ----------------------------- | -- | -- | -- | -- | -- | -- | ---- | ---- | -- | ---- |
| 1.   | Celaya "B"                    | 22 | 17 | 4  | 1  | 61 | 21 | 40   | 58   | 3  | 2.64 |
| 2.   | Jaibos Cortazar F.C.          | 20 | 13 | 3  | 4  | 24 | 11 | 13   | 45   | 3  | 2.25 |
| 3.   | Cocodrilos FC Lázaro Cárdenas | 21 | 9  | 9  | 3  | 30 | 20 | 10   | 42   | 6  | 2.00 |
| 4.   | Salamanca FC                  | 21 | 12 | 4  | 5  | 32 | 16 | 16   | 41   | 1  | 1.95 |
| 5.   | Delfines de Abasolo           | 22 | 10 | 6  | 6  | 41 | 29 | 12   | 39   | 3  | 1.77 |
| 6.   | La Piedad "B"                 | 22 | 8  | 9  | 5  | 33 | 21 | 12   | 37   | 4  | 1.68 |
| 7.   | Real Querétaro                | 21 | 7  | 8  | 6  | 23 | 31 | 2    | 34   | 4  | 1.62 |
| 8.   | Deportivo Yurécuaro           | 22 | 8  | 7  | 7  | 25 | 27 | -2   | 34   | 3  | 1.55 |
| 9.   | 4D Morelia                    | 22 | 6  | 6  | 10 | 25 | 35 | -10  | 29   | 5  | 1.32 |
| 10.  | Lobos ITECA                   | 21 | 8  | 3  | 10 | 31 | 37 | -6   | 28   | 1  | 1.33 |
| 11.  | Sahuayo                       | 21 | 6  | 4  | 11 | 28 | 36 | -8   | 23   | 1  | 1.10 |
| 12.  | Titanes de Querétaro          | 20 | 7  | 2  | 11 | 29 | 38 | -9   | 23   | 0  | 1.15 |
| 13.  | Tiburones Freseros            | 21 | 4  | 6  | 11 | 18 | 24 | -6   | 20   | 2  | 0.96 |
| 14.  | Zorros de Cadereyta           | 21 | 2  | 6  | 13 | 15 | 29 | -14  | 14   | 2  | 0.67 |
| 15.  | Fundadores de Querétaro       | 21 | 2  | 3  | 16 | 7  | 57 | -50  | 10   | 1  | 0.48 |

Nota: La cantidad de equipos clasificados a la fase final puede variar dependiendo del número de equipos por grupo. Los equipos pueden no clasificar por incumplimiento a reglamento o falta de pagos.
|  | Clasificado para la Fase Final Etapa 1 como líder de grupo. |
|  | Clasificado para la Fase Final Etapa 1.                     |
|  | Clasificado para la Liguilla de Filiales.                   |
|  | Último de Grupo.                                            |

### Grupo IX
| Pos. | Equipos                  | PJ | PG | PE | PP | GF | GC | Dif. | Pts. | Pe | Por  |
| ---- | ------------------------ | -- | -- | -- | -- | -- | -- | ---- | ---- | -- | ---- |
| 1.   | UAZ "B"                  | 17 | 13 | 3  | 1  | 47 | 10 | 37   | 43   | 1  | 2.53 |
| 2.   | Atlético Leonés          | 17 | 11 | 3  | 3  | 44 | 24 | 20   | 38   | 2  | 2.24 |
| 3.   | Mineros de Zacatecas "C" | 18 | 11 | 2  | 5  | 54 | 32 | 22   | 36   | 1  | 2.00 |
| 4.   | San Pancho FC            | 18 | 11 | 1  | 6  | 35 | 24 | 11   | 34   | 0  | 1.89 |
| 5.   | Durazneros de Jerez      | 18 | 8  | 5  | 5  | 24 | 23 | 1    | 31   | 1  | 1.73 |
| 6.   | Somnus FC                | 18 | 5  | 3  | 10 | 23 | 45 | -22  | 21   | 3  | 1.17 |
| 7.   | Empresarios del Rincón   | 18 | 4  | 4  | 10 | 20 | 32 | -12  | 17   | 1  | 0.94 |
| 8.   | Mineros de Fresnillo "B" | 18 | 2  | 4  | 12 | 23 | 41 | -18  | 11   | 0  | 0.61 |
| 9.   | Durango "B"              | 18 | 1  | 3  | 14 | 10 | 49 | -39  | 9    | 3  | 0.50 |

Nota: La cantidad de equipos clasificados a la fase final puede variar dependiendo del número de equipos por grupo. Los equipos pueden no clasificar por incumplimiento a reglamento o falta de pagos.
|  | Clasificado para la Fase Final Etapa 1 como líder de grupo. |
|  | Clasificado para la Fase Final Etapa 1.                     |
|  | Clasificado para la Liguilla de Filiales.                   |
|  | Último de Grupo.                                            |

### Grupo X
| Pos. | Equipos                        | PJ | PG | PE | PP | GF | GC | Dif. | Pts. | Pe | Por  |
| ---- | ------------------------------ | -- | -- | -- | -- | -- | -- | ---- | ---- | -- | ---- |
| 1.   | Deportivo Cafessa TDP          | 28 | 19 | 6  | 3  | 58 | 26 | 32   | 67   | 4  | 2.39 |
| 2.   | Gorilas de Juanacatlán         | 29 | 18 | 4  | 7  | 68 | 41 | 27   | 61   | 2  | 2.10 |
| 3.   | Leones Negros "C"              | 28 | 16 | 8  | 4  | 60 | 22 | 38   | 59   | 3  | 2.11 |
| 4.   | Acatlán                        | 29 | 16 | 6  | 7  | 55 | 34 | 21   | 57   | 3  | 1.97 |
| 5.   | Catedráticos Elite             | 28 | 15 | 7  | 6  | 50 | 31 | 19   | 57   | 5  | 2.04 |
| 6.   | Tapatíos Soccer                | 28 | 13 | 10 | 5  | 47 | 27 | 20   | 55   | 6  | 1.96 |
| 7.   | Diablos Tesistán               | 29 | 14 | 9  | 6  | 43 | 27 | 16   | 55   | 4  | 1.90 |
| 8.   | Mulos del CD Oro               | 28 | 12 | 7  | 9  | 47 | 37 | 10   | 48   | 5  | 1.71 |
| 9.   | Escuela de Fútbol Chivas       | 29 | 11 | 9  | 9  | 43 | 43 | 0    | 47   | 5  | 1.62 |
| 10.  | Tepatitlán "B"                 | 28 | 11 | 4  | 13 | 48 | 50 | -2   | 40   | 3  | 1.43 |
| 11.  | Real Ánimas Sayula             | 29 | 10 | 7  | 12 | 39 | 44 | -5   | 40   | 4  | 1.38 |
| 12.  | Ayense                         | 28 | 9  | 9  | 10 | 31 | 45 | -14  | 39   | 3  | 1.39 |
| 13.  | Tornados Tlaquepaque           | 28 | 10 | 4  | 14 | 28 | 36 | -8   | 35   | 1  | 1.25 |
| 14.  | Real Colima F.C.               | 28 | 7  | 8  | 14 | 37 | 41 | -4   | 33   | 4  | 1.14 |
| 15.  | Deportivo Salcido              | 28 | 8  | 7  | 13 | 32 | 38 | -6   | 32   | 1  | 1.14 |
| 16.  | Nacional                       | 28 | 8  | 3  | 17 | 37 | 61 | -24  | 29   | 2  | 1.04 |
| 17.  | Gallos Viejos                  | 28 | 5  | 6  | 17 | 39 | 72 | -33  | 23   | 2  | 0.82 |
| 18.  | Picudos de Manzanillo          | 29 | 5  | 4  | 20 | 32 | 65 | -33  | 22   | 3  | 0.76 |
| 19.  | Charales de Chapala            | 29 | 2  | 4  | 23 | 17 | 71 | -54  | 11   | 1  | 0.38 |
| 20.  | Loros de Colima "B" (Retirado) | 19 | 9  | 3  | 7  | 52 | 34 | 18   | 30   | 0  | 1.58 |

Nota: La cantidad de equipos clasificados a la fase final puede variar dependiendo del número de equipos por grupo. Los equipos pueden no clasificar por incumplimiento a reglamento o falta de pagos.
|  | Clasificado para la Fase Final Etapa 1 como líder de grupo. |
|  | Clasificado para la Fase Final Etapa 1.                     |
|  | Clasificado para la Liguilla de Filiales.                   |
|  | Último de Grupo.                                            |

### Grupo XI
| Pos. | Equipos                 | PJ | PG | PE | PP | GF | GC | Dif. | Pts. | Pe | Por  |
| ---- | ----------------------- | -- | -- | -- | -- | -- | -- | ---- | ---- | -- | ---- |
| 1.   | Atlas "B"               | 24 | 17 | 4  | 3  | 65 | 20 | 45   | 59   | 4  | 2.46 |
| 2.   | Mazorqueros de Zapotlán | 25 | 16 | 4  | 5  | 59 | 26 | 33   | 54   | 2  | 2.16 |
| 3.   | Sufacen Tepic           | 25 | 17 | 2  | 6  | 60 | 33 | 27   | 54   | 1  | 2.16 |
| 4.   | Guadalajara "C"         | 26 | 15 | 3  | 8  | 55 | 34 | 21   | 50   | 2  | 1.92 |
| 5.   | Tecos "B"               | 26 | 14 | 4  | 8  | 42 | 21 | 21   | 48   | 2  | 1.85 |
| 6.   | CEFUT                   | 25 | 14 | 3  | 8  | 60 | 40 | 20   | 46   | 1  | 1.84 |
| 7.   | Deportivo Tala          | 25 | 12 | 6  | 7  | 56 | 30 | 26   | 45   | 3  | 1.80 |
| 8.   | Xalisco                 | 25 | 11 | 6  | 8  | 43 | 41 | 2    | 44   | 5  | 1.76 |
| 9.   | Cafessa Tonalá          | 26 | 10 | 8  | 8  | 36 | 31 | 5    | 40   | 2  | 1.54 |
| 10.  | Dorados de Sinaloa "C"  | 25 | 10 | 6  | 9  | 28 | 29 | -1   | 40   | 4  | 1.60 |
| 11.  | Puerto Vallarta F.C.    | 25 | 10 | 6  | 9  | 48 | 44 | 4    | 39   | 3  | 1.56 |
| 12.  | Águilas UAS             | 25 | 9  | 8  | 8  | 38 | 33 | 5    | 37   | 2  | 1.48 |
| 13.  | Deportivo Cimagol       | 26 | 6  | 3  | 17 | 25 | 66 | -41  | 22   | 1  | 0.85 |
| 14.  | Caja Oblatos CFD        | 26 | 5  | 4  | 18 | 25 | 66 | -41  | 21   | 3  | 0.81 |
| 15.  | Venados de Atemajac     | 25 | 5  | 3  | 17 | 18 | 49 | -31  | 19   | 1  | 0.76 |
| 16.  | Atlético Bahía "B"      | 26 | 3  | 3  | 20 | 15 | 71 | -56  | 14   | 2  | 0.54 |
| 17.  | Agaveros F.C.           | 25 | 2  | 6  | 17 | 11 | 50 | -39  | 13   | 1  | 0.52 |

Nota: La cantidad de equipos clasificados a la fase final puede variar dependiendo del número de equipos por grupo. Los equipos pueden no clasificar por incumplimiento a reglamento o falta de pagos.
|  | Clasificado para la Fase Final Etapa 1 como líder de grupo. |
|  | Clasificado para la Fase Final Etapa 1.                     |
|  | Clasificado para la Liguilla de Filiales.                   |
|  | Último de Grupo.                                            |

### Grupo XII
| Pos. | Equipos                | PJ | PG | PE | PP | GF | GC | Dif. | Pts. | Pe | Por  |
| ---- | ---------------------- | -- | -- | -- | -- | -- | -- | ---- | ---- | -- | ---- |
| 1.   | FCD Bulls de Santiago  | 19 | 14 | 3  | 2  | 50 | 12 | 38   | 48   | 3  | 2.53 |
| 2.   | Orgullo Surtam         | 19 | 11 | 5  | 3  | 45 | 16 | 29   | 41   | 3  | 2.16 |
| 3.   | Bravos de Nuevo Laredo | 18 | 10 | 4  | 4  | 27 | 16 | 11   | 35   | 1  | 1.94 |
| 4.   | Tigres SD              | 19 | 11 | 1  | 7  | 36 | 21 | 15   | 34   | 0  | 1.79 |
| 5.   | San Nicolás            | 19 | 8  | 5  | 6  | 29 | 19 | 10   | 33   | 4  | 1.74 |
| 6.   | Saltillo SFC "B        | 19 | 7  | 9  | 3  | 36 | 18 | 18   | 31   | 1  | 1.72 |
| 7.   | Correcaminos "C"       | 18 | 8  | 3  | 7  | 21 | 14 | 7    | 30   | 3  | 1.67 |
| 8.   | Frontera FC            | 19 | 6  | 5  | 8  | 22 | 24 | -2   | 28   | 5  | 1.47 |
| 9.   | Troyanos UDEM          | 17 | 8  | 3  | 6  | 28 | 15 | 13   | 27   | 0  | 1.59 |
| 10.  | Real Acuña             | 19 | 8  | 2  | 9  | 27 | 34 | -7   | 26   | 0  | 1.39 |
| 11.  | Gavilanes "B"          | 18 | 6  | 4  | 8  | 25 | 27 | -2   | 23   | 1  | 1.28 |
| 12.  | Atlético Altamira      | 19 | 4  | 3  | 12 | 16 | 40 | -24  | 17   | 2  | 0.89 |
| 13.  | Regio Soccer           | 17 | 2  | 2  | 13 | 20 | 70 | -50  | 10   | 2  | 0.59 |
| 14.  | Jabatos de Nuevo León  | 18 | 1  | 1  | 16 | 16 | 72 | -56  | 4    | 0  | 0.22 |

Nota: La cantidad de equipos clasificados a la fase final puede variar dependiendo del número de equipos por grupo. Los equipos pueden no clasificar por incumplimiento a reglamento o falta de pagos.
|  | Clasificado para la Fase Final Etapa 1 como líder de grupo. |
|  | Clasificado para la Fase Final Etapa 1.                     |
|  | Clasificado para la Liguilla de Filiales.                   |
|  | Último de Grupo.                                            |

### Grupo XIII
| Pos. | Equipos                   | PJ | PG | PE | PP | GF | GC | Dif. | Pts. | Pe | Por  |
| ---- | ------------------------- | -- | -- | -- | -- | -- | -- | ---- | ---- | -- | ---- |
| 1.   | La Tribu de Ciudad Juárez | 18 | 14 | 3  | 1  | 30 | 9  | 21   | 45   | 0  | 2.50 |
| 2.   | Cimarrones de Sonora "C"  | 18 | 14 | 1  | 3  | 36 | 13 | 23   | 44   | 1  | 2.44 |
| 3.   | Xolos de Hermosillo       | 18 | 9  | 5  | 4  | 27 | 17 | 10   | 35   | 3  | 1.94 |
| 4.   | Guaymas F.C.              | 18 | 6  | 4  | 8  | 22 | 19 | 3    | 25   | 3  | 1.39 |
| 5.   | FC CEPROFFA               | 18 | 5  | 3  | 10 | 27 | 28 | -1   | 19   | 1  | 1.06 |
| 6.   | Huatabampo FC             | 18 | 3  | 3  | 12 | 16 | 35 | -19  | 12   | 0  | 0.67 |
| 7.   | Cobras Fut Premier        | 18 | 1  | 3  | 14 | 12 | 49 | -43  | 9    | 3  | 0.50 |

Nota: La cantidad de equipos clasificados a la fase final puede variar dependiendo del número de equipos por grupo. Los equipos pueden no clasificar por incumplimiento a reglamento o falta de pagos.
|  | Clasificado para la Fase Final Etapa 1 como líder de grupo. |
|  | Clasificado para la Fase Final Etapa 1.                     |
|  | Clasificado para la Liguilla de Filiales.                   |
|  | Último de Grupo.                                            |

### Grupo XIV (Expansión)
| Pos. | Equipos             | PJ | PG | PE | PP | GF | GC | Dif. | Pts. | Pe | Por  |
| ---- | ------------------- | -- | -- | -- | -- | -- | -- | ---- | ---- | -- | ---- |
| 1.   | Cachanillas FC      | 22 | 19 | 1  | 2  | 64 | 23 | 41   | 58   | 0  | 2.64 |
| 2.   | London FC           | 22 | 15 | 3  | 4  | 57 | 36 | 21   | 50   | 2  | 2.27 |
| 3.   | Gladiadores Tijuana | 22 | 10 | 5  | 7  | 46 | 44 | 2    | 38   | 3  | 1.73 |
| 4.   | 40 Grados MXL       | 21 | 11 | 1  | 9  | 47 | 39 | 8    | 35   | 1  | 1.67 |
| 5.   | Atlético Juniors FC | 22 | 6  | 5  | 11 | 25 | 34 | -9   | 25   | 2  | 1.14 |
| 6.   | Rosarito FC         | 21 | 6  | 2  | 13 | 39 | 47 | -8   | 21   | 1  | 1.00 |
| 7.   | Minarete FC         | 22 | 3  | 6  | 13 | 35 | 58 | -23  | 17   | 2  | 0.77 |

Nota: La cantidad de equipos clasificados a la fase final puede variar dependiendo del número de equipos por grupo. Los equipos pueden no clasificar por incumplimiento a reglamento o falta de pagos. Los equipos de este grupo jugarán una liguilla grupal y determinará a un campeón propio que no contará para el título oficial de la Liga TDP.
|  | Clasificado para la Liguilla de Grupo como líder de grupo. |
|  | Clasificado para la Liguilla de Grupo.                     |
|  | Clasificado para la Liguilla de Filiales.                  |
|  | Último de Grupo.                                           |

## Filiales

### Clasificación
Para determinar los equipos que clasifican a la Liguilla de Filiales se crea una tabla exclusivamente de equipos filiales sin derecho a ascenso donde se posicionan de acuerdo al porcentaje que obtengan después de la temporada regular, ya que los equipos juegan diferente cantidad de partidos dependiendo de su grupo.
Este porcentaje se obtiene dividiendo los puntos obtenidos entre la cantidad de partidos jugados; a mayor porcentaje más alto estará el equipo en la tabla. Si dos o más equipos obtienen el mismo porcentaje se tomaran en cuenta los convencionales mecanismos de desempate: Puntos, Diferencia de goles y Goles a Favor.

Fecha de actualización: 7 de abril de 2020
| Pos. | Equipos                    | PJ | PG | PE | PP | GF | GC | Dif. | Pts. | Pe | Por. |
| ---- | -------------------------- | -- | -- | -- | -- | -- | -- | ---- | ---- | -- | ---- |
| 1.   | Celaya "B"                 | 22 | 17 | 4  | 1  | 61 | 21 | 40   | 58   | 3  | 2.64 |
| 2.   | Cafetaleros de Chiapas "C" | 15 | 12 | 2  | 1  | 35 | 5  | 30   | 39   | 1  | 2.60 |
| 3.   | Atlas "B"                  | 24 | 17 | 4  | 3  | 65 | 20 | 45   | 59   | 4  | 2.46 |
| 4.   | Cimarrones de Sonora "C"   | 18 | 14 | 1  | 3  | 36 | 13 | 23   | 44   | 1  | 2.44 |
| 5.   | Pumas UNAM "C"             | 21 | 14 | 5  | 2  | 42 | 16 | 26   | 49   | 2  | 2.33 |
| 6.   | Universidad del Fútbol     | 23 | 16 | 3  | 4  | 85 | 30 | 55   | 53   | 2  | 2.30 |
| 7.   | Atlante "B"                | 22 | 14 | 5  | 3  | 39 | 10 | 29   | 50   | 3  | 2.27 |
| 8.   | Leones Negros "C"          | 28 | 16 | 8  | 4  | 60 | 22 | 38   | 59   | 3  | 2.11 |
| 9.   | Mineros de Zacatecas "C"   | 18 | 11 | 2  | 5  | 54 | 32 | 22   | 36   | 1  | 2.00 |
| 10.  | Puebla "B"                 | 23 | 13 | 5  | 5  | 48 | 25 | 23   | 45   | 1  | 1.96 |
| 11.  | Xolos de Hermosillo        | 18 | 9  | 5  | 4  | 27 | 17 | 10   | 35   | 3  | 1.94 |
| 12.  | Guadalajara "C"            | 26 | 15 | 3  | 8  | 55 | 34 | 21   | 50   | 2  | 1.92 |
| 13.  | Tecos "B"                  | 26 | 14 | 4  | 8  | 42 | 21 | 21   | 48   | 2  | 1.85 |
| 14.  | Tigres SD                  | 19 | 11 | 1  | 7  | 36 | 21 | 15   | 34   | 0  | 1.79 |
| 15   | Correcaminos "C"           | 18 | 8  | 3  | 7  | 21 | 14 | 7    | 30   | 3  | 1.67 |
| 16.  | Escuela de Fútbol Chivas   | 29 | 11 | 9  | 9  | 43 | 43 | 0    | 47   | 5  | 1.62 |
| 17.  | Dorados de Sinaloa "C"     | 25 | 10 | 6  | 9  | 28 | 29 | -1   | 40   | 3  | 1.60 |
| 18.  | Cafessa Tonalá             | 26 | 10 | 8  | 8  | 36 | 31 | 5    | 40   | 2  | 1.54 |
| 19.  | Alebrijes de Oaxaca "B"    | 15 | 4  | 5  | 6  | 22 | 19 | 3    | 20   | 3  | 1.33 |
| 20.  | Mur FC                     | 22 | 6  | 6  | 10 | 20 | 28 | -8   | 28   | 3  | 1.27 |
| 21.  | C. A. Zacatepec "B"        | 24 | 7  | 5  | 12 | 32 | 40 | -8   | 30   | 4  | 1.25 |
| 22.  | Ciervos "B"                | 23 | 4  | 6  | 13 | 25 | 51 | -26  | 22   | 4  | 0.96 |
| 23.  | Atlético Bahía "B"         | 26 | 3  | 3  | 20 | 15 | 71 | -56  | 14   | 2  | 0.54 |
| 24.  | Durango "B"                | 18 | 1  | 3  | 14 | 10 | 49 | -39  | 9    | 3  | 0.50 |
| 25.  | CEFOR Mérida               | 21 | 0  | 1  | 20 | 9  | 73 | -64  | 1    | 0  | 0.05 |

|  | Clasificado para la Liguilla de Filiales. |
|  | Peor Clasificado.                         |

## Estadísticas

### Tabla de goleo general
Fecha de actualización: 15 de marzo de 2020
Datos según la página oficial Archivado el 10 de septiembre de 2018 en Wayback Machine.
|     | Jugador              | Equipo                 | Goles |
| --- | -------------------- | ---------------------- | ----- |
| 1º  | Diego Armando Núñez  | Catedráticos Elite FC  | 31    |
| 2.º | Marco Antonio Ibarra | Gorilas de Juanacatlán | 29    |
| =   | Hugo Gómez           | Papanes de Papantla    | 29    |
| 4.º | Juan Carlos Barajas  | CEFUT                  | 28    |
| 5.º | Salvador Hernández   | Acatlán                | 26    |
| 6.º | Pablo Romagnoli      | Lobos Chapultepec      | 25    |
| =   | William Terrones     | Halcones Negros        | 25    |
| 8.º | Miguel Ángel Mendoza | Faraones Texcoco       | 20    |
| =   | Ricardo Alba         | Aragón FC              | 20    |
| =   | David Josué Pérez    | Chilangos FC           | 20    |